# 진주 옥봉고분군
진주 옥봉고분군(晋州 玉峰古墳群)은 대한민국 경상남도 진주시 옥봉동에 있는 고분군이다.
1974년 2월 16일 경상남도의 기념물 제1호 옥봉고분군으로 지정되었다가, 2018년 12월 20일 현재의 명칭으로 변경되었다.

## 개요
옥봉과 수정봉으로 구분되어 있는 구릉에 형성된 무덤들이다.
전형적인 가야의 돌방(석실)무덤으로, 6세기 전반에 만들어졌다. 원래는 대형의 봉토 무덤 7기가 있었으나, 일제시대부터 무덤의 파괴와 함께 개간이 진행되어, 현재는 수정봉 2·3호만 남아 있다. 1910년 일본 학자가 수정봉 2·3호, 옥봉 7호를 조사한 내용이 『조선고적도보』에 기록되어 있다.
그 당시 출토되었던 유물의 대부분은 일본 동경대학으로 옮겨졌다가 최근에 소개되어 알려졌다. 수정봉 2호 무덤은 깬돌로 쌓은 굴식돌방무덤(횡혈식석실묘)으로 널길(연도)이 가운데 있으며, 널방(현실)의 규모는 길이 532cm, 너비 176cm, 높이 230cm이다. 수정봉 3호 무덤도 2호 무덤과 크기와 형식이 비슷하며, 현재 남아 있지 않은 옥봉 7호 무덤은 봉분의 형태나 규모는 알 수 없으나, 수정봉 2·3호와 유사할 것으로 생각된다. 출토된 유물로는 토기류·철기류·가락바퀴·구슬·철칼·창·도끼·재갈들이 있다.
이 무덤들은 무덤의 형식과 구조, 출토유물로 보아 백제와 대가야의 관계 설명에 중요한 단서를 제공해 주며, 진주 지역을 중심으로 한 가야문화의 양상을 보여주는 중요한 곳이다.

## 참고 자료
- 진주옥봉고분군 - 국가유산청 국가유산포털